# Steinwand (Poppenhausen)

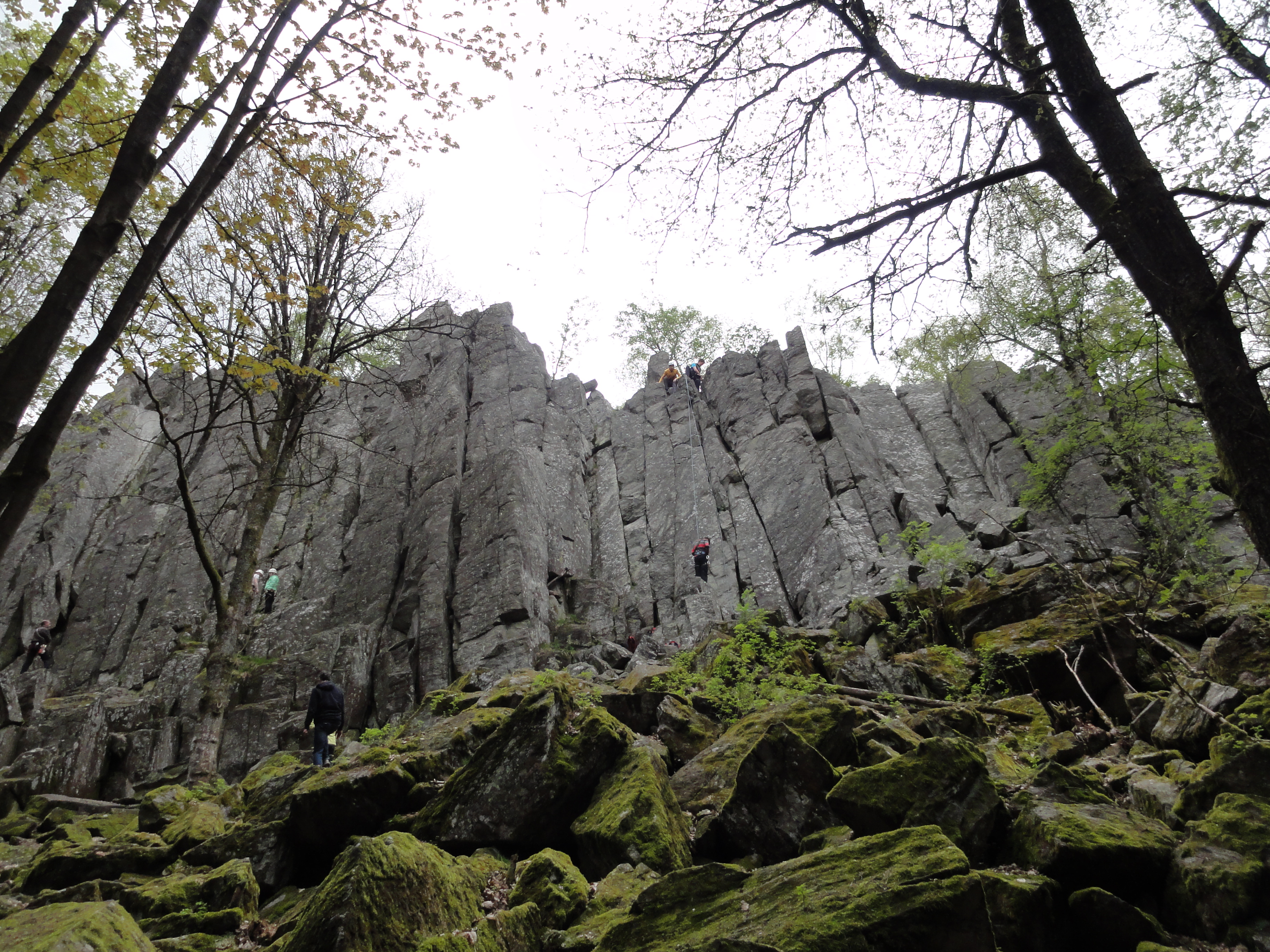
Die Phonilit-Felswand in Steinwand

Steinwand ist ein Ortsteil von Poppenhausen (Wasserkuppe) im osthessischen Landkreis Fulda.
Steinwand liegt im Biosphärenreservat Rhön nördlich von Poppenhausen. Der Ort besteht aus zahlreichen Höfen und Gehöftgruppen ohne eine klassische Ortsmitte, nämlich Bildstein, Eichenhof, Eichenwinden, Erlenhof, Eselsbrunn, Feuerloch, Grabenhöfchen, Grashof, Hausfürst, Heckenmühle, Heiligenhof, Heimenhof, Hohensteg, Hugofluß, Hugograben, Kalkofen, Klübershof, Krämerstock, Maulhof, Mittelberg, Obereichenwinden, Öttersbach, Pfaffenhof, Pielhof, Rauschelbach, Remerz, Remerzhof, Reppich, Schöpfersbach, Steinhecken, Teufelstein, Untermittelberg, Ziegelhof und einigen Mühlen. Vor der Gebietsreform galt der Ort als die größte Flächengemeinde Hessens mit einem weiten Netz von Feld- und Wirtschaftswegen; noch heute gilt die Steinwand als größte Streusiedlung ganz Hessens.
Durch den Ort verläuft die Landesstraße 3330, im Süden liegt die Bundesstraße 458.
Erstmals urkundlich erwähnt wurde das Dorf im Jahre 1549.
Am 1. August 1972 wurde Steinwand im Zuge der Gebietsreform in Hessen kraft Landesgesetz in die neue gebildete Großgemeinde Poppenhausen eingegliedert.
Namensgebend für die Siedlung und überregional bekannt ist die gleichnamige Felsformation aus Phonolith zum Klettern. Diese ist rund 100 Meter lang und rund 20 Meter hoch und bietet 95 Kletterrouten verschiedener Schwierigkeitsgrade. Sie befindet sich auf privatem Gelände in einem Waldgebiet – ist aber öffentlich zugänglich.